# 彭斯 (密西西比州)
彭斯（英語：Penns）是位於美國密西西比州朗茲縣的非建制地區。

## 歷史
彭斯的郵局於1888年設立，其後於1920年停運。

## 地理
彭斯所處的海拔為高於海平面89米（即292英呎），而該地所採用的時區為UTC-6，即北美中部時區（CST）。同時該地設有夏令時間，為UTC-6調快一小時，即UTC-5（CDT）。